# Lidia Smirnova
Lidia Nikolaïevna Smirnova (en russe : Лидия Николаевна Смирнова), née le 13 février 1915 à Menzelinsk dans l'Empire russe et morte le 25 juillet 2007 à Zelenograd (Russie), est une actrice soviétique russe.

## Filmographie
- 1938 : Novaya Moskva de Alexandre Medvedkine
- 1939 : Une grande vie de Leonid Loukov
- 1942 : Un gars de notre ville de Alexandre Stolper
- 1946 : Une grande vie (deuxième partie) de Leonid Loukov
- 1960 : L'Aspirant Panine (Мичман Панин) de Mikhaïl Schweitzer : Grigorieva
- 1963 : Silence de Vladimir Bassov
- 1964 : Soyez les bienvenus de Elem Klimov
- 1964 : Le Mariage de Balzaminov de Konstantin Voïnov
- 1981 : Carnaval de Tatiana Lioznova

## Récompenses et nominations

### Récompenses
- 1974 : Artiste du peuple de l'URSS